# Бурёнка из Маслёнкино
«Бурёнка из Маслёнкино» — советский кукольный мультфильм, выпущенный в 1973 году на Свердловском телевидении. Режиссёр Анатолий Аляшев создал мультфильм в русском народном стиле.

## Сюжет
Мечтательная, рассеянная, задумчивая и очень симпатичная корова по имени Бурёнка заблудилась в лесу. Отчаявшись, Бурёнка даже собирается отравиться (мухоморы тут же с готовностью вырастают перед ней), но тут появляется волк. Корова от испуга падает в обморок. Волк служит у хитрой предприимчивой лисы, которая, узнав о том, что в лесу заблудилась корова, посылает его привести Бурёнку к себе на двор, чтобы торговать сливочным маслом и сметаной. Однако, волк оказался настолько добрым и порядочным, что вывел из дремучего леса корову обратно в деревню Маслёнкино. Все жители деревни и обитатели леса очень удивлены этому факту и одновременно рады.

## Над фильмом работали
- Режиссёр: Анатолий Аляшев
- Автор сценария: Наталья Абрамова
- Художник-постановщик: Андрей Евладов
- Оператор: Юрий Заболотнев
- Звукооператор: Борис Берестецкий
- Композитор: Александр Двоскин[укр.]
- Художники: З. Латышева, В. Рожин, Г. Ускова, А. Огородников
- Директор: Ю. Рожин
- Редактор: Ф. Корытко
- Монтажёры: Н. Аляшева, Л. Туровец

## Роли озвучивали
- Зинаида Нарышкина — Лиса, Ворона, корова Ночка[2]
- Рогволд Суховерко — Волк, бык Буян
- Вера Енютина — Бурёнка, корова Зорька, Заяц
- Анатолий Щукин — Пастух, Ёж

## Награды
- 1973 — «Бурёнка из Маслёнкино» — Приз жюри Всесоюзного фестиваля телефильмов в Ташкенте[1].